# كينيث بلاكستر
كان السير كينيث ليون بلاكستر FRS PRSE FIBiol ‏(19 يونيو 1919 - 18 أبريل 1991) خبير تغذية حيواني إنجليزي.